# Зотин, Игорь Михайлович
Зотин, Игорь Михайлович (р. 1939, Якутск) — советский фотограф, фотожурналист.

## Биография
Родился в 1939 году в Якутске. С 1940 года жил и работал в Москве. С 1957 по 1962 год — студент Московского института стали и сплавов (МИСиС). С 1962 по 1969 работал инженером во Всесоюзном теплотехническом институте.
Занимался в любительской фотолаборатории и киностудии, посещал фотоклуб при ДК газеты «Правда». Используя приём «релиографии», создал серию графических фотопроизведений, посвящённых уникальной деревянной архитектуре заповедника Кижи.
С 1969 по 1976 год работал фотокорреспондентом Агентства Печати «Новости» (АПН). Своим учителем считал Тарасевича Всеволода Сергеевича. Работал в жанре фотоочерка, печатался в журнале «The Soviet life». В 1976 году стал специальным фотокорреспондентом Фотохроники ТАСС и руководителем службы Выпуска оперативной фотоинформации Агентства «Фото ИТАР-ТАСС».
В 1989—1991 годах занимался проектом «Малая Родина» о малых городах вокруг Москвы. В проекте было представлено 350 фотографий, которые экспонировалисть в 19 городах и посёлках России. Игорь Зотин был удостоен премии Союза журналистов СССР «За публицистическое раскрытие темы „Малая Родина“». В 1996 году Зотин выпустил стереослайдфильм «Москва», демонстрировавшийся во время работы советской фотовыставки во Франции.